# Lukaszoll

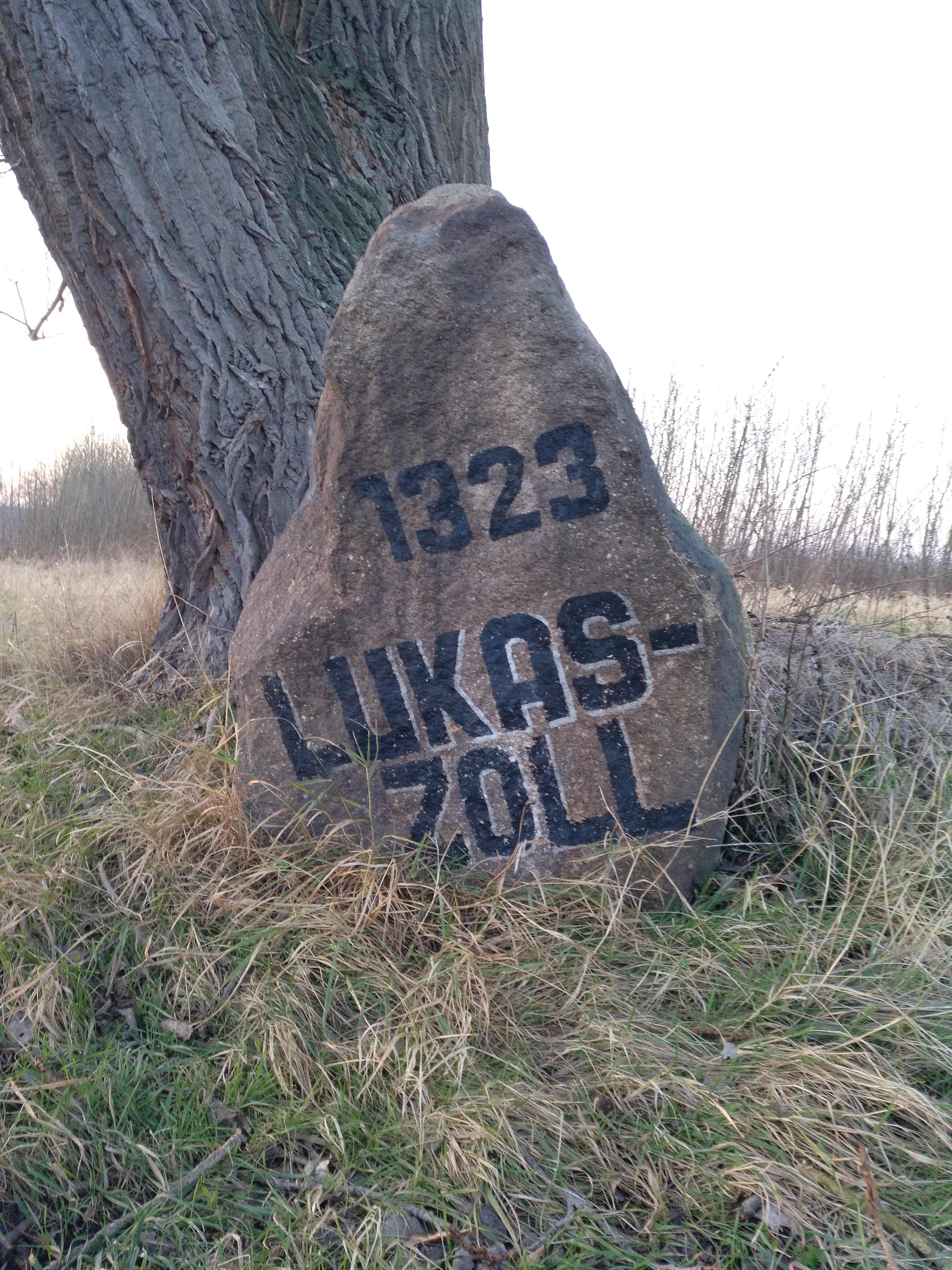
Gedenkstein westlich der A 369

Lukaszoll ist ein unmittelbar westlich der A 369 gelegener, verlassener Verzollungsposten zwischen den Städten Bad Harzburg und Goslar.
Aus dem Namen lässt sich schließen, dass es sich um einen Zollort handelte. Eine geografische Karte aus dem Jahre 1910 zeigt Lukaszoll als ein Einzelhaus.
Lukaszoll befand sich zuletzt an der ehemaligen Staatsgrenze zwischen dem Freistaat Braunschweig und Preußen. Unmittelbar nordöstlich des Gebäudes kreuzten sich zwei Straßen: Der von Bad Harzburg nach Vienenburg führende Hohe Weg und die Alte Straße, die in etwa um das nördliche Harzburger Stadtgebiet herumführt. Bei beiden Strecken handelt es sich nur noch um Feldwege, wobei die Alte Straße durch die direkt östlich liegende Bundesautobahn 369 und westlich durch ein Kiesabbaugebiet unterbrochen ist, während der Hohe Weg durchgehend asphaltiert ist.
Das Zollhaus wurde in den 1970er-Jahren abgerissen. Ein Gedenkstein am Wegesrand erinnert an die Existenz dieses Zollgebäudes.